# Tour Jacquemart (Romans-sur-Isère)
Pour les articles homonymes, voir Tour Jacquemart et Jacquemart (homonymie).
La tour Jacquemart de Romans-sur-Isère (Drôme) est une ancienne tour du premier rempart de la ville construit aux XIe et XIIe siècles. Elle est choisie pour accueillir, au XVe siècle, un automate marteleur qui donne l’heure : le Jacquemart.

## Historique
Construite en 1174, la porte de l'Aumône est réformée lors de la construction d'un second rempart aux XIIIe et XIVe siècles. Les chanoines du chapitre de Saint-Barnard  construisent, au XIIIe siècle, le long des murailles, la forteresse de Montségur, afin de se protéger des habitants avec lesquels ils sont en conflit ; la tour, qui a été conservée, est intégrée à la forteresse dont elle sert de cachot de 1344 à 1835. En 1422, les consuls de la ville décident d'y installer d'une horloge monumentale munie d'un Jacquemart. La tour est surélevée de 10 m, et l'inauguration de l'horloge a lieu le 2 mars 1429. 

### Jacquemart
Il est mis en service en 1429. Placé à côté de la grosse cloche, sur un piédestal adossé contre la face sud du campanile, il fait presque 2,6 m. Sculpté dans le bois, puis recouvert de zinc, il porte un costume qui a varié selon les époques et les régimes : lancier polonais sous le Premier empire, troubadour sous la Restauration, il a été revêtu, voici plus d'un siècle, de l'uniforme des Volontaires de 1792, afin de rappeler le rôle de Romans dans les prémices de la Révolution Française.

### Époque contemporaine
La tour, restaurée en 1884 et 2019, est inscrite au titre des monuments historiques par arrêté du 11 mars 1963.

## Description
- La tour mesure 37 mètres de haut.
- Le Jacquemart de Romans-sur-Isère est un des plus grands de ceux qui subsistent aujourd’hui dans près d’une cinquantaine de villes françaises.